# Gallus
Gallus este un gen de păsări galiforme din familia Phasianidae, subfamilia Phasianinae.

## Specii
Sunt cunoscute patru specii extante ale genului Gallus:
- Gallus gallus (Linnaeus, 1758); conține subspeciile:
  - Gallus gallus bankiva, Bali, Java și Sumatra
  - Gallus gallus gallus, Cambodgia și Cochinchine (sudul Vietnamului)
  - Gallus gallus jabouillei, Tonkin (nordul Vietnamului) și sudul Chinei
  - Gallus gallus murghi , nordul Indiei
  - Gallus gallus spadiceus, Birmania, Laos, Siam și Malaezia.
  - Gallus gallus domesticus - găina domestică
- Gallus lafayettii Lesson, 1831 – Sri Lanka
- Gallus sonneratii (Temminck, 1813) – sudul Indiei
- Gallus varius (Shaw, 1798) – Java

Preistoric, genul Gallus era răspândit în toată Eurasia. Câteva fosile de specii dispărute au fost descoperite și descrise:
- Gallus aesculapii (Miocen târziu/Pliocen timpuriu - Grecia) - posibil să aparțină de genul Pavo
- Gallus moldovicus (Pliocen târziu - Moldova) - uneori scris și moldavicus, ar putea fi sinonim cu Pavo bravardi
- Gallus beremendensis (Pliocen târziu/Pleistocen timpuriu - Europa de Est)
- Gallus karabachensis (Pleistocen timpuriu - Nagorno-Karabah)
- Gallus tamanensis (Pleistocen timpuriu? - Peninsula Taman)
- Gallus kudarensis (Pleistocen timpuriu/mijlociu - Kudaro, Osetia de Sud)
- Gallus europaeus (Pleistocen mijlociu - Italia)
- Gallus sp. (Pleistocen mijlociu/târziu -  Trinka, Moldova)
- Gallus imereticus (Pleistocen târziu - Gvardjilas-Klde, Imeretia)
- Gallus meschtscheriensis (Pleistocen târziu - Sungir, Rusia)
- Gallus georgicus (Pleistocen târziu - Holocen timpuriu - Georgia)
- Gallus sp. (Pleistocen târziu -  Krivtcea, Ucraina)
- Gallus sp. (Holocen timpuriu - regiunea Niprului)